# Устойчивое развитие в малом бизнесе
Устойчивое развитие в малом бизнесе — это стратегический подход, направленный на обеспечение долгосрочного экономического роста малых предприятий при одновременном минимизации их негативного воздействия на окружающую среду и общественные интересы. Этот подход предполагает баланс между экологическими, экономическими и социальными аспектами деятельности компании, что способствует её устойчивости и конкурентоспособности на рынке.

#### Основные принципы устойчивого развития в малом бизнесе
1. Экологическая ответственность : Малые предприятия стремятся к снижению своего углеродного следа, рациональному использованию ресурсов и минимизации отходов. Внедрение энергоэффективных технологий, использование возобновляемых источников энергии и вторичной переработки материалов являются ключевыми элементами этой стратегии.
2. Экономическая устойчивость : Для обеспечения финансовой стабильности малый бизнес должен внедрять инновации, повышать производительность труда и оптимизировать операционные процессы. Это позволяет снизить издержки и повысить конкурентоспособность на рынке.
3. Социальная ответственность : Малые предприятия активно взаимодействуют с местным сообществом, поддерживают благотворительные инициативы, создают рабочие места и обеспечивают справедливые условия труда для своих сотрудников. Социальные программы могут включать поддержку образования, здравоохранения и культуры.

#### Примеры успешных практик
1. Использование возобновляемых источников энергии : Многие малые предприятия переходят на использование солнечной и ветровой энергии. Например, французская компания "EcoBakery" установила солнечные панели на крыше своего цеха, что позволило сократить расходы на электроэнергию на 40% и снизить выбросы CO2.
2. Вторичная переработка и утилизация : Немецкая фирма "GreenCraft" занимается производством мебели из переработанных материалов. Благодаря этому компании удалось не только сократить затраты на сырье, но и привлечь внимание клиентов, которые ценят экологические продукты.
3. Поддержка местного сообщества : Американская кофейня "LocalBeans" закупает все свои продукты у местных фермеров, что способствует развитию региональной экономики. Кроме того, компания организует бесплатные курсы по основам предпринимательства для молодёжи, что помогает развивать профессиональные навыки будущих лидеров.

#### Преимущества устойчивого развития для малого бизнеса
1. Повышение конкурентоспособности : Компании, внедряющие устойчивые практики, получают возможность выделиться на фоне конкурентов и привлечь внимание клиентов, которые предпочитают экологически чистые продукты и услуги.
2. Экономия средств : Рациональное использование ресурсов и внедрение энергоэффективных технологий позволяют значительно сократить эксплуатационные расходы, что положительно сказывается на финансовых показателях бизнеса.
3. Укрепление имиджа и доверия : Устойчивая деятельность помогает формировать положительный имидж компании и завоёвывать доверие потребителей, инвесторов и партнёров.

#### Препятствия и вызовы
Несмотря на очевидные преимущества, малым предприятиям часто сложно внедрять устойчивые практики из-за ограниченных финансовых и человеческих ресурсов. Ключевые проблемы включают:
1. Высокие начальные затраты : Инвестиции в энергоэффективные технологии и оборудование требуют значительных средств, что может быть проблематично для малого бизнеса.
2. Отсутствие знаний и компетенций : Многие владельцы малых предприятий не обладают достаточными знаниями о методах устойчивого развития и возможностях его внедрения.
3. Регулятивные барьеры : Некоторые страны имеют сложную систему регулирования, которая усложняет переход на устойчивые практики.

#### Поддержка и ресурсы
Для преодоления этих препятствий малые предприятия могут воспользоваться различными программами поддержки и ресурсами:
1. Государственные программы : Многие правительства предлагают гранты, налоговые льготы и консультационные услуги для малых предприятий, внедряющих устойчивые практики.
2. Некоммерческие организации : Существует множество некоммерческих организаций, которые предоставляют информацию, обучение и техническую помощь малым предприятиям.
3. Консалтинговые компании : Профессиональные консультанты могут помочь разработать стратегию устойчивого развития и внедрить её на практике.

#### Заключение
Устойчивое развитие становится всё более важным аспектом деятельности малого бизнеса. Оно не только способствует защите окружающей среды и улучшению социальных условий, но и предоставляет новые возможности для роста и развития компаний. В условиях глобальных изменений климата и усиления внимания к вопросам экологии и социальной ответственности, устойчивое развитие становится необходимым условием для долгосрочного успеха малых предприятий.